# Amer International Group
Amer International Group Ltd (kinesisk: 深圳正威 (集团) 有限公司; pinyin: Shēnzhèn zhèngwēi (jítuán) yǒuxiàn gōngsī) er en kinesisk virksomhed, der handler med metaller og ikke-metalliske materialer. Virksomheden blev etableret af Wang Wenyin i 1995. Amer har hovedkvarter i Shenzhen, Guangdong.
Amer International Group har seks primære forretningsenheder: Sundhed, energi, finans, industri, ressourcer og kultur.